# Friedrich Wilhelm II. (Schleswig-Holstein-Sonderburg-Beck)

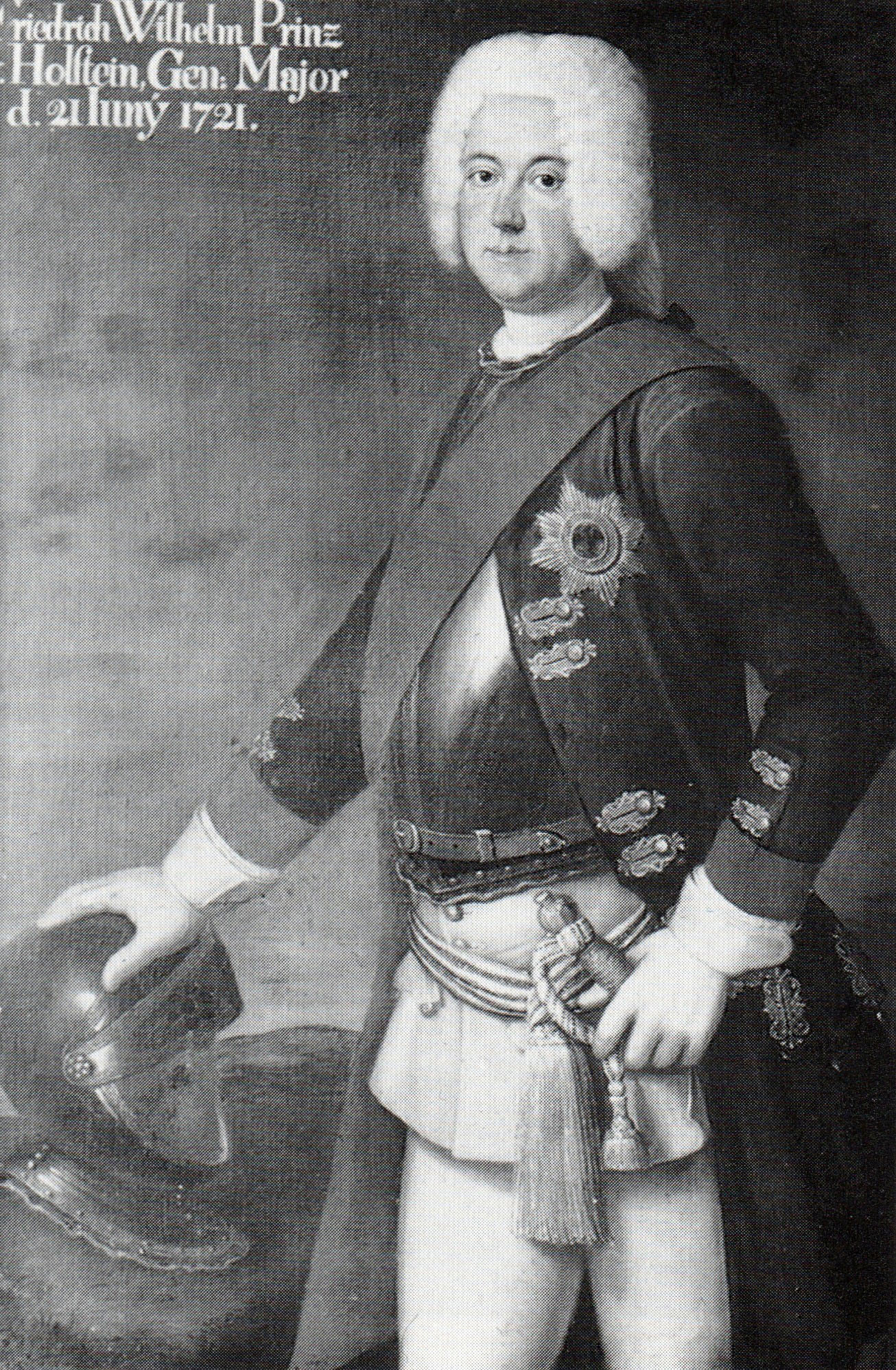
Friedrich Wilhelm von Holstein-Beck, 1721

Friedrich Wilhelm II. von Schleswig-Holstein-Sonderburg-Beck (* 18. Juni 1687 in Potsdam; † 11. November 1749 in Königsberg), Herzog von Schleswig-Holstein-Sonderburg-Beck, preußischer Generalfeldmarschall und Gouverneur von Berlin.

## Leben

### Herkunft
Er war der älteste Sohn von Friedrich Ludwig (Schleswig-Holstein-Sonderburg-Beck) (1653–1728) und dessen Ehefrau Luise Charlotte von Schleswig-Holstein-Sonderburg-Augustenburg (1658–1740).

### Militärkarriere
Friedrich Wilhelm studierte zunächst in Halle (Saale) und ging 1704 als Oberstleutnant in die Preußische Armee. Als Oberst konnte er sich 1715 bei der Belagerung von Stralsund auszeichnen und erhielt 1721 das Regiment seines Vaters, das Infanterieregiment No. 11. Für seine Verdienste schenkte ihm König Friedrich Wilhelm I. 1717 das Palais Friedrichshof und 1719 das Schloss Holstein. 1725 belehnte er ihn mit dem Gut Riesenberg, das er aber verkaufte.
1741 nach der Schlacht bei Mollwitz kam es zu einem Zerwürfnis mit König Friedrich II. Der General war als Verstärkung angerückt, kam aber zur eigentlichen Schlacht zu spät. In Unkenntnis der Lage ließ er mehrere österreichische Einheiten vorbeiziehen. Dennoch wurde er noch im gleichen Jahr zum Generalfeldmarschall ernannt und nach Königsberg versetzt. 1747 wurde er Gouverneur von Berlin, ein Amt, das er wegen Krankheit nicht mehr antreten konnte.
Nach seinem Tod wurde er nach Berlin überführt und 1750 in der Gruft der Garnisonkirche beigesetzt. Nachfolger als Herzog wurde sein Sohn Friedrich, der bereits 1757 fiel. Sein Bruder Karl Ludwig erbte den Titel.
1744 verkaufte er auch das Stammhaus Haus Beck (Löhne-Ulenburg). Ursprünglich hatte er das Gut Friedrich Wilhelm von Schleswig-Holstein-Sonderburg-Beck (1682–1719) abgekauft. Dieser war zum Katholizismus übergetreten, kaiserlicher Feldmarschall geworden und bei Francavilla auf Sizilien gefallen.

### Familie
Er war zweimal verheiratet, das erste Mal mit der verwitweten Fürstin Czartoryski († 1715), geborene Eleonora von Loß, Tochter des polnischen Großschatzmeisters Wladislaus von Loß. Die Ehe blieb kinderlos. Nach dem Tod seiner ersten Frau heiratete er am 3. Dezember 1721 Gräfin Ursula Anna von Dohna-Schlobitten (* 31. Dezember 1700; † 17. März 1761), Tochter von Christoph I. zu Dohna-Schlodien. Das Paar hatte zwei Kinder:
- Friedrich (1723–1757), preußischer Oberst, gefallen in der Schlacht bei Prag
- Sophie Charlotte (* 31. Dezember 1722; † 7. August 1763)

⚭ 5. Juni 1738 Alexander Emil zu Dohna-Wartenburg-Schlodien (1704–1745), preußischer Generalmajor, der in der Schlacht bei Soor fiel
⚭ 1. Januar 1750 auf Schloss Prökelwitz Prinz Georg Ludwig von Schleswig-Holstein-Gottorf (1719–1763)